# Margaret Courtová
Margaret Courtová MBE, rozená Smithová, také známá pod dvojitým příjmením Smithová Courtová, (* 16. července 1942 Albury, Nový Jižní Wales) je bývalá australská tenistka, jedna z nejlepších hráček tenisové historie. Celkově vyhrála 24 grandslamů, což znamená nejvyšší počet jediného tenisty bez rozdílu pohlaví. V roce 1970 se stala první hráčkou v otevřené éře, která získala čistý Grand Slam. V roce 1988 na ni navázala Němka Steffi Grafová.
V open éře získala dvacet osm grandslamových titulů, z toho jedenáct ve dvouhře, deset ve čtyřhře a sedm v mixu, což ji řadí na 3. místo za Martinu Navrátilovou a Serenu Williamsovou. Dalších třicet šest grandslamových turnajů ovládla před otevřenou érou. Celkovým počtem 192 trofejí z dvouhry ji v ženských historických statistikách patří první příčka. Z toho 92 titulů vyhrála v otevřené éře, které ji na okruhu WTA Tour řadí na 4. místo.
Její celková zápasová bilance ve dvouhře na všech površích činí podle webu Sporteology 91,74 % výher. V otevřené éře dosáhla úspěšnosti ve dvouhrách 91,37 % (593–56), což znamená absolutní rekord, stejně jako úspěšnost ve finále Grand Slamu 91,7 % (11–1). V open éře také sdílí s Kim Clijstersovou rekord v počtu grandslamových titulů v roli matky.
V roce 1979 byla přijata do Mezinárodní tenisové síně slávy s prohlášením: „Za dokonalý herní projev a výkon, kterému se nevyrovnal žádný jiný tenista.“ V roce 2010 ji melbournské periodikum Herald Sun nazvalo nejlepší tenistkou všech dob, a tento názor podpořila Evonne Goolagongová Cawleyová. Courtová je jednou ze tří tenistek historie, které zvítězily ve všech soutěžích (dvouhře, čtyřhře, mixu) na všech čtyřech grandslamech. Navíc se stala jedinou, která tuto „úplnou sadu titulů“ zkompletovala dvakrát. Nejdříve ovládla všech dvanáct soutěží jako amatérka a po přerušení kariéry se vrátila, aby v open éře zkompletovala dvanáct vítězných soutěží podruhé. Řadí se také k šesti tenistům, jimž se podařilo dosáhnout na vícečetný kariérní Grand Slam ve dvou různých soutěžích, když zbývajícími členy klubu jsou Roy Emerson, Martina Navrátilová, Frank Sedgman, Doris Hartová a Serena Williamsová.

## Osobní a sportovní život
Narodila se roku 1942 v Albury, Novém Jižním Walesu jako nejmladší ze čtyř dětí Lawrence Smithe a Catherine Smithové (roz. Beaufortové). Má dva bratry Kevina a Vincenta a sestru June. S tenisem začala v osmi letech a o devět let později v roce 1960 zahájila šňůru sedmi singlových vítězství v řadě na Australian Championships (těchto titulů však dosáhla před otevřenou érou a nemají tak velkou hodnotu jako tituly z otevřené éry).
Po odehraném Wimbledonu 1966 dočasně ukončila tenisovou kariéru. Roku 1967 se vdala za Barrymora Courta a nadále byla známá pod jmény Margaret Smithová Courtová nebo Margaret Courtová. K tenisu se vrátila v roce 1968 a o dva roky později získala jako druhá hráčka historie Grand Slam. Roku 1971 prohrála finále ve Wimbledonu s
Evonne Goolagongovou v době, kdy již byla těhotná a očekávala narození syna Daniela (nar. 1972). Po porodu se ještě téhož roku vrátila na okruh WTA Tour a odehrála US Open 1972. Druhé dítě, dcera Marika se narodila v roce 1974. K tenisu se opět vrátila, ale roku 1977, když se dozvěděla, že čeká třetí z jejích čtyř dětí, tak se rozhodla sportovní kariéru definitivně ukončit.
Patří ke třem tenistům historie, vedle Doris Hartové a Martiny Navrátilové, kterým se povedlo zvítězit ve všech třech kategoriích (dvouhře, čtyřhře a smíšené čtyřhře) všech grandslamů. Je ovšem jedinou tenistkou (i mezi muži), která vyhrála všechny tyto kategorie nejméně dvakrát. Sbírku grandslamových titulů ze všech soutěží dokázala shromáždit před otevřenou érou tenisu, v otevřené éře ji k tomu chyběl jen zisk mixového titulu na Australian Open, finále v roce 1969 se však pro deštivé počasí neodehrálo, přičemž následujícího roku se už mix na Australian Open nehrál a vrátil se až roku 1987.
Obecnou známost jí přinesl medializovaný zápas na Den matek (13. května 1973) přenášený televizí, ve kterém podlehla bývalé mužské světové jedničce, tehdy 55letému Bobbymu Riggsovi v kalifornské Ramoně. V té době byla nejlepší ženskou tenistkou a média přinesla komentáře, že zápas nebrala vážně, protože se domnívala, že ho měla bez problémů vyhrát. Taktikou lobů a kraťasů však Riggs dokázal zvítězit 6–2, 6–1. O čtyři měsíce později však podlehl Billie Jean Kingové v Souboji pohlaví v houstonské hale Astrodome.
V roce 1979 vstoupila do Mezinárodní tenisové síně slávy.
V lednu 2003 byl Show Court One v Melbourne Parku, dějišti Australian Open, přejmenován na Margaret Court Arena. Téhož roku australská pošta vytiskla sérii jejích poštovních známek, stejně jako tenisové legendy Roda Lavera. V roce 2020 jí národní tenisový svaz Tennis Australia předal cenu k padesátému výročí zisku Grand Slamu.
Za svou kariéru získala 92 singlových, 48 deblových a 19 mixových titulů WTA, dohromady vyhrála 159 turnajů WTA, díky čemuž je na 4. místě historického žebříčku.
Žije v australském Perthu . Tchán sir Charles Court a švagr Richard Court zastávali post premiéra Západní Austrálie.

### Vyznání
Vyrostla v katolické víře, ale v polovině 70. let se přihlásila k letničnímu hnutí (pentekostalismu), které v rámci evangelikálního křesťanství zastává zvláštní důraz na přímou osobní zkušenost s Bohem prostřednictvím křtu Duchem Svatým, jak ji ukazuje biblický záznam dne Letnic. V roce 1983 vystudovala teologii na Rhema Bible Training Centre a roku 1991 se stala duchovní. Následně založila duchovní společenství známé jako Margaret Court Ministries.
Roku 1995 založila v Perthu Victory Life Centre pentekostální církve, kde dosud slouží jako pastorka. Její televizní pořad A Life of Victory je vysílán na australském křesťanském kanálu (Australian Christian Channel).

### Pohled na homosexualitu
V roce 1990 se o Martině Navrátilové a dalších lesbicky a bisexuálně zaměřených hráčkách vyjádřila, že ničí tenis a dávají špatný příklad mladým hráčům.
V listopadu 1994 při svém projevu v australském parlamentu prohlásila: „Homosexualita je ohavnost, pánové! Potraty jsou ohavnost, pánové!“
Je také odsuzována za své výroky na podporu apartheidu v Jihoafrické republice. Padl proto návrh, aby byla Margaret Court Arena přejmenována a nesla jméno Evonne Goolagongové.

## Grand Slam a postavení na žebříčku

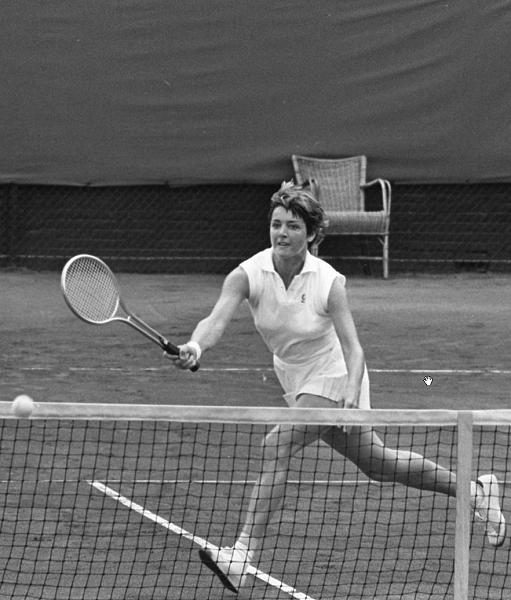
Margaret Courtová v červenci 1970

Za svou kariéru vyhrála 64 grandslamových titulů, z toho 24 ve dvouhře, 19 v ženské a 21 ve smíšené čtyřhře. V otevřené éře dosáhla na 28 grandslamových titulů, což ji řadí na 3. místo. Ve dvouhře získala 11, ve čtyřhře 10 a v mixu 6 grandslamových titulů v rámci otevřené éry.
Z počtu 85 grandslamových finále vyhrála 64 (úspěšnost 72,9 %), z toho 24–5 (82,8 %) ve dvouhře, 19–14 (57,6 %) v ženské čtyřhře a 19–4 (82,6 %) ve smíšené čtyřhře.
Z počtu 47 grandslamů na nichž hrála dvouhru se probojovala do finále 29krát, semifinále 36krát, čtvrtfinále 43krát. Celkový poměr vítězství a proher ve dvouhrách grandslamu je 210-23 s váženým průměrem 0,901 (47–5 na French Championships/Open, 51–9 ve Wimbledonu, 51–6 na US Championships/Open a 61-3 na Australian Championships/Open). V letech 1969–1973 dokázala vyhrát 11 z 16 grandslamů ve dvouhře a v období 1962–1966 zvítězila na 11 ze 17 turnajů ve dvouhře, kterých se zúčastnila. Poměr výher a proher na grandslamu proti nenasazeným hráčkám činil 146–2 (98 %).
Společně s Martinou Navrátilovou jsou jedinými tenistkami v otevřené éře, kterým se podařilo vyhrát více než polovinu soutěží na grandslamových turnajích v jedné sezoně, a to v sezónách 1969 (8 z 12), 1970 (7 z 11) a 1973 (6 z 11).
Podle žebříčku na konci roku sestavovaného londýnským Daily Telegraphem v období 1914 až 1972 byla klasifikována na 1. místě šest sezón: 1962, 1963, 1964, 1965, 1969 a 1970. Nikdy se však nestala 'světovou jedničkou na žebříčku WTA.

### Výběr rekordů Grand Slamu v otevřené éře
| Grand Slam                | roky      | rekord                               | spoludržitelé                                                        |
| ------------------------- | --------- | ------------------------------------ | -------------------------------------------------------------------- |
| Australian Open – US Open | 1970      | vítězka čistého grandslamu           | Steffi Grafová                                                       |
| US Open – Australian Open | 1969–1971 | nejvíce titulů z dvouhry v řade (6)  | Martina Navrátilová                                                  |
| Australian Open           | 1969–1971 | nejvíce singlových titulů v řadě (3) | Evonne Goolagongová Steffi Grafová Monika Selešová Martina Hingisová |